# Toshiji Kamohara
Toshiji Kamohara (蒲原稔治?, Kamohara Toshiji; 22 luglio 1901 – 26 marzo 1972) è stato un ittiologo giapponese.
Durante gli anni della sua attività ha studiato e classificato numerose specie di pesci, ottenendo grandi risultati, svolgendo ricerche principalmente nella baia di Tosa, a nord della linea che collega capo Muroto a capo Ashizuri nella prefettura di Kōchi, una delle più prolifiche zone di pesca di tutto il Giappone.

## Biografia
Nato nel 1901 nel villaggio di Gotaisan, contea di Nagaoka, prefettura di Kōchi, ha conseguito il diploma alla Kochi Prefectural First Junior High School (ora Kochi Prefectural Otemae High School) nel 1919. Ha poi intrapreso un percorso formativo alla scuola di formazione per ufficiali in telecomunicazioni di Tokyo, decidendo tuttavia di interromperlo nel corso dello stesso anno per trasferirsi all'istituto superiore di Matsuyama, scegliendo l'indirizzo scientifico nel 1920. Nel 1923 ha deciso di proseguire gli studi entrando nel dipartimento di zoologia, facoltà di scienze, dell'Università imperiale di Tokyo, dove ha conseguito la laurea nel 1926.
Completati gli impegni scolastici, nello stesso anno si arruola nell'Esercito imperiale giapponese, prestando servizio nel 5º battaglione trasporti a Hiroshima.
L'anno successivo, nel 1927 (Shōwa 2), assunse il primo incarico lavorativo, quello di docente part-time presso il dipartimento di zoologia dell'istituto superiore dove si era diplomato, per diventare di ruolo dopo solo un anno (Shōwa 3). Dal 1928 inoltre affianca all'insegnamento l’attività di ricerca sulla tassonomia dei pesci sotto la guida dell'ittiologo, e docente all'università imperiale, Shigeho Tanaka.
In pieno svolgimento della Seconda guerra sino-giapponese, nel 1938 è costretto a interrompere nuovamente le attività civili, incaricato e arruolato nell'8ª compagnia, 11º Reggimento artiglieria Zentsujiyama. Tornato in Giappone, rientra in servizio il 30 aprile 1939 (Shōwa 14), ottenendo nel medesimo anno il dottorato in scienze naturali. Dopo la seconda guerra mondiale, nel 1949, diventa professore presso la Facoltà di Arti e Scienze dell'Università di Kōchi, appena istituita.
Nel 1950 (Shōwa 25), l'imperatore Hirohito intraprese un viaggio postbellico nella prefettura di Kochi e, in qualità di presidente della Tosa Biological Society, ebbe l'opportunità di presentare all'imperatore le bellezze naturali di Capo Muroto, uno dei monumenti naturali annoverati tra i Monumenti del Giappone.
Nel 1953, fu nominato direttore del Laboratorio Costiero annesso alla Facoltà di Lettere e Filosofia dell'Università di Kōchi, rimanendo legato all'insegnamento nell'ateneo fino alla decisione di ritirarsi dall'incarico, nel 1965. Successivamente, nel 1968, divenne professore all'Università di Scienze della Salute di Nagoya.
A seguito di un ictus morì il 26 marzo 1972, all'età di 71 anni.
| Kamohara è l'abbreviazione standard utilizzata per le specie animali descritte da Toshiji Kamohara. Categoria:Taxa classificati da Toshiji Kamohara |